# Білогорла якамара
Білогорла якамара (Brachygalba) — рід дятлоподібних птахів родини якамарових (Galbulidae). Містить 4 види.

## Поширення
Рід поширений в Південній Америці, один вид проник у Панаму.

## Опис
Дрібні птахи завдовжки 14-18 см, вагою 16–23 г. Живуть у тропічних та субтропічних низовинних дощових лісах.

## Види
- Brachygalba albogularis — якамара білогорла
- Brachygalba goeringi — якамара смугастогруда
- Brachygalba lugubris — якамара бура
- Brachygalba salmoni — якамара панамська